# Phoneutria
Pour les articles homonymes, voir araignée-banane.
Genre
Phoneutria est un genre d'araignées aranéomorphes de la famille des Ctenidae.
Les araignées de ce genre sont surnommées araignée-banane, car elles ont la réputation de se cacher dans les régimes de bananes.

## Distribution
Les espèces de ce genre se rencontrent en Amérique du Sud et en Amérique centrale.

## Description
Les araignées de ce genre mesurent de 17,0 à 48,0 mm.

## Liste des espèces
Selon World Spider Catalog (version 22.0, 26/03/2021) et GBIF (30 mai 2025), il existe neuf espèces de Phoneutria :
- Phoneutria bahiensis Simó & Brescovit, 2001
- Phoneutria boliviensis (F. O. Pickard-Cambridge, 1897)
- Phoneutria depilata (Strand, 1909)
- Phoneutria eickstedtae Martins & Bertani, 2007
- Phoneutria fera Perty, 1833
- Phoneutria keyserlingi (F. O. Pickard-Cambridge, 1897)
- Phoneutria nigriventer (Keyserling, 1891)
- Phoneutria pertyi (F. O. Pickard-Cambridge, 1897)
- Phoneutria reidyi (F. O. Pickard-Cambridge, 1897)

## Systématique et taxonomie
Ce taxon porte en français les noms vernaculaires ou normalisés suivants : Araignée-banane, Araignée bananière, Araignée des bananes, Araignée-banane, Araignée bananière, Araignée des bananes. Les règles de taxonomie détermient que le nom valide complet (avec auteur) de ce taxon est Phoneutria Perty, 1833.
Il existe un synonyme de Phoneutria, Phoneutra dont l'auteur est Simon en 1864.

## Venin

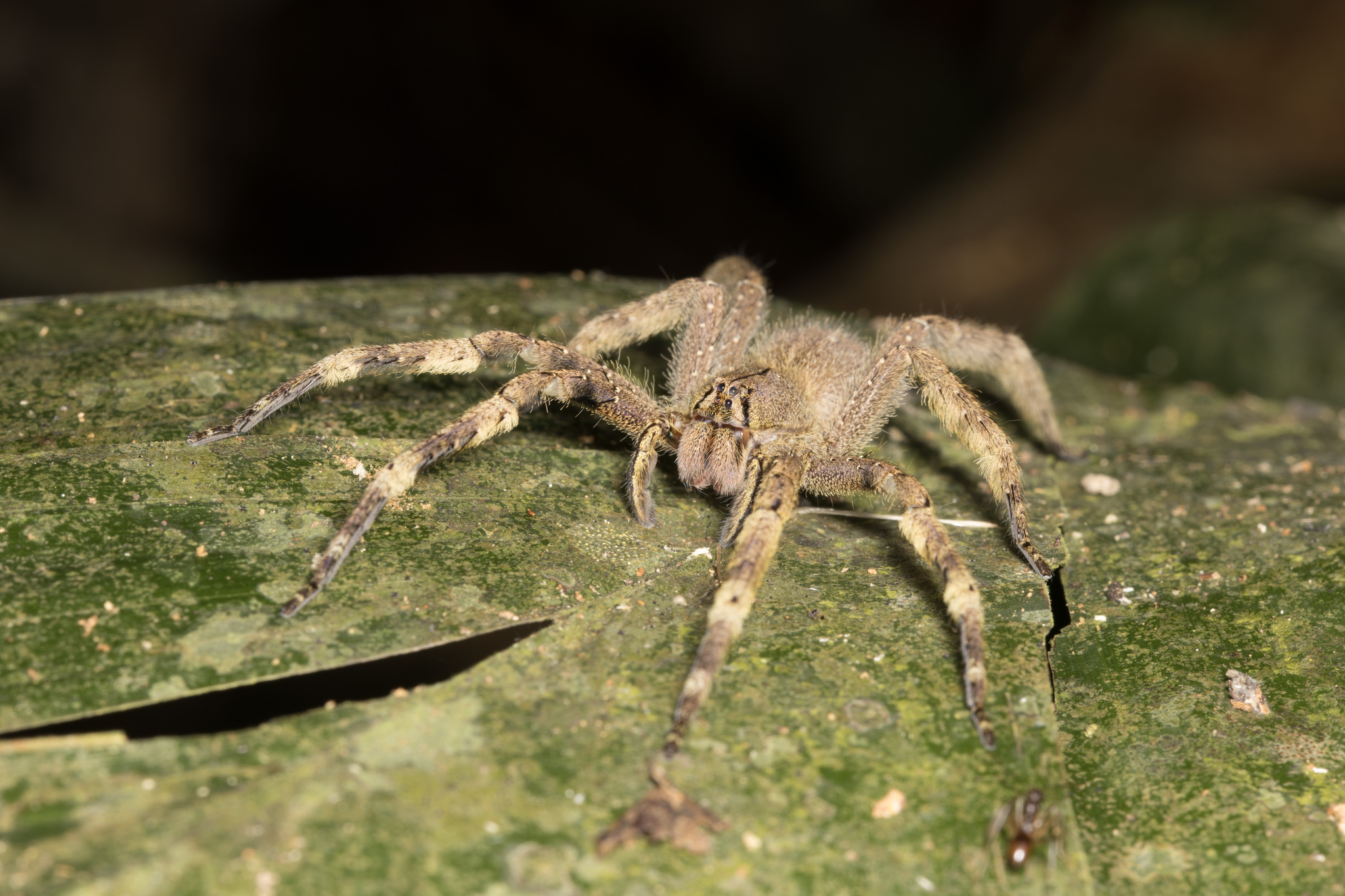

Les araignées de ce genre sont réputées pour leur puissant venin, qui leur vaut d'être présentées dans les médias comme très dangereuses avec peu de nuances sur leur véritable impact. Sur 422 envenimations de Phoneutria au Brésil, seuls deux jeunes enfants sont morts, alors que 90 % des 10-70 ans et 80 % des moins de 10 ou plus de 70 ans n'avaient que de légers symptômes ou aucune réaction. En épidémiologie, les morsures de ces araignées sont désignées sous le nom de « phoneutrisme », directement dérivé du nom scientifique. Phoneutria nigriventer est l'espèce du genre pour laquelle on recense le plus de morsures. Le Brésil est le pays le plus touché, avec des milliers de morsures par année, qui ont surtout lieu entre mars et avril, qui doit correspondre à la période de reproduction des araignées car elles  se trouvent alors davantage dans les habitations.
La morsure par une araignée du genre Phoneutria cause une douleur immédiate associée à la transpiration et à la chair de poule. Un érythème apparaît sur la zone touchée, souvent sans la trace des chélicères. La morsure peut provoquer de nombreux symptômes peu spécifiques, comme nausées, vomissements, tachycardie, hypertension ou troubles de la visions. Chez les hommes, et en particulier chez les jeunes garçons, du priapisme peut aussi être observé. Un composant de ce venin, le Tx2-6 est à l'étude dans le cadre de la recherche sur le traitement de l'impuissance sexuelle,,. On ne recense que peu d'envenimations sévères. Elles représentent moins d'un cas sur cent et concernent principalement les enfants. Ces envenimations sévères se caractérisent par des vomissements persistants et des altérations du système nerveux autonome pouvant entraîner un œdème pulmonaire, un choc ou la mort,.

## Publication originale
- Perty, 1833 : « Arachnides Brasilienses. » Delectus animalium articulatorum quae in itinere per Braziliam annis 1817 et 1820 jussu et auspiciis Maximiliani Josephi I. Bavariae Regis Augustissimi peracto collegerunt dr. J. B. de Spix et dr. C. F. Ph. de Martius. Monachii, p. 191-209.